# شهرستان شیرینسکی
شهرستان شیرینسکی (به لاتین: Shirinsky District) یک شهرستان در روسیه است که در خاکاسیا واقع شده‌است.